# NGC 3

NGC 3

إن جي سي 3 (بالإنجليزية: NGC 3)‏ مجرة محدبة، تقع هذه المجرة في اتجاه كوكبة الحوت على بعد 180 سنة ضوئية

وحجمها الظاهري 1، 1 × 0، 6 دقيقة قوسية وقطرها في حدود 45,000 سنة ضوئية 
مجرة إن جي سي 3 خافتة القدر الظاهري:14.2 ونظرا للقدر الظاهري للمجرة يفضل استخدام تلسكوب لا يقل عن 12 بوصة لمشاهدتها وفي نفس مجال الرؤية يمكن متابعة إن جي سي 7834 إن جي سي 7835 .
اكتسفت إن جي سي 3 من قبل ألبرت مارث في 29 نوفمبر عام 1864.

## اقراء أيضا
- مجرة محدبة
- كوكبة الحوت